# Spieleautor

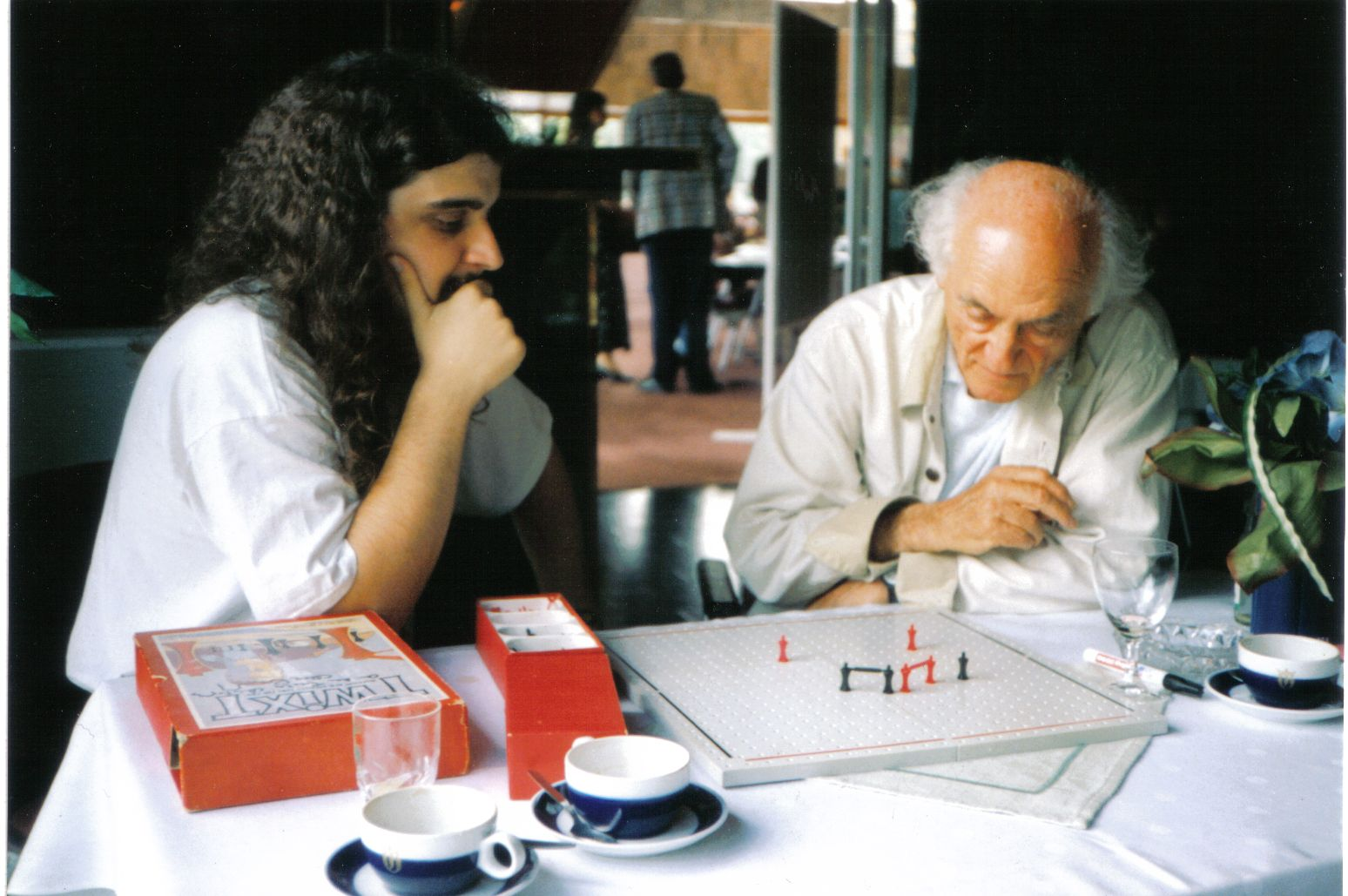
Alex Randolph (rechts) spielt das von ihm entwickelte Gesellschaftsspiel Twixt auf dem Göttinger Spieleautorentreffen 1998

Als Spieleautoren (auch Spielautoren genannt) werden Personen bezeichnet, die Gesellschaftsspiele entwerfen.

## Begriffe
Den Namen „Spieleautor“ hat Reinhold Wittig in seiner Edition Perlhuhn Ende der 1970er Jahre geprägt. Er nahm an Bedeutung zu, als 1988 deutsche und internationale Spieleautoren auf der Spielwarenmesse in Nürnberg dieselbe Anerkennung ihrer Autorenschaft wie Buchautoren verlangten. In einer „Bierdeckel-Proklamation“ genannten Erklärung vereinbarten sie, nur noch Verträge zu akzeptieren, die die Namensnennung auf der Schachtel garantieren.
Bei Computerspielen heißt der Spieleautor Spieleentwickler. Die meist chronologisch geordnete Liste der publizierten Spiele eines Spieleautors nennt man Ludografie.

## Verband
Jedes Jahr finden in Deutschland zwei wichtige Veranstaltungen statt, bei denen renommierte Spieleautoren wie auch Neulinge auf Vertreter der Spieleverlage treffen: im Frühjahr das Spieleautorentreffen in Haar bei München und im Frühsommer das Göttinger Spieleautorentreffen.
Die internationale Interessenvertretung der Spieleautoren ist die Spiele-Autoren-Zunft e. V. (SAZ).

## Erfolgreiche Spieleautoren
- Antoine Bauza (* 1978) : 1× Kennerspiel des Jahres, 1× Spiel des Jahres, 1× Deutscher Spiele Preis
- Steffen Bogen (* 1967) : 1× Kinderspiel des Jahres, 1× Spiel des Jahres
- Inka Brand (* 1977) und Markus Brand (* 1975) : 1× Kinderspiel des Jahres, 2× Kennerspiel des Jahres, 1× Deutscher Spiele Preis, 1× Deutscher Kinderspiele Preis
- Vlaada Chvátil (* 1971) : 1× Spiel des Jahres , 1× International Gamers Award
- Richard Garfield (* 1963): Erfinder des Sammelkartenspiels Magic: The Gathering.
- Rudi Hoffmann (1924–2008) : 1× Spiel des Jahres , 1× Der Goldene Pöppel
- Reiner Knizia (* 1957): hat mehrere hundert Spiele veröffentlicht, 4× Deutscher Spiele Preis, 1× Spiel des Jahres, 1× Kinderspiel des Jahres
- Wolfgang Kramer (* 1942): 5× Spiel des Jahres, 3× Deutscher Spiele Preis, 1× Sonderpreis Kinderspiel, 1× Deutscher Kinderspiele Preis und 2× Gewinner des International Gamers Award
- Alan R. Moon (* 1951): 2× Spiel des Jahres, Begründer der Zug um Zug-Reihe
- Alexander Pfister (* 1971): 2× Kennerspiel des Jahres, 1× Deutscher Spiele Preis
- Alex Randolph (1922–2004) „Grandseigneur der Spielekultur“, 1× Spiel des Jahres, 1× Kinderspiel des Jahres, 2× Sonderpreis „Schönes Spiel“; Deutscher Spiele Preis: Sonderpreis für sein Lebenswerk
- Uwe Rosenberg (* 1970): 1× Spiel des Jahres „Sonderpreis komplexes Spiel“, 1× Deutscher Spiele Preis, Begründer der Bohnanza-Reihe und 5× Gewinner des International Gamers Award
- Sid Sackson (1920–2002): hat mehrere hundert Spiele veröffentlicht, 1× Spiel des Jahres
- Andreas Seyfarth (* 1962): 2× Spiel des Jahres, 1× Deutscher Spiele Preis
- Donald X. Vaccarino (* 1969): 2× Spiel des Jahres, 1× Deutscher Spiele Preis, Begründer der Dominion-Reihe
- Klaus Teuber (1952–2023): 4× Spiel des Jahres, 4× Deutscher Spiele Preis, Begründer der Catan-Reihe
- Martin Wallace (* 1962): 3× Gewinner des International Gamers Award
- Bernhard Weber (* 1969): 1 × Kinderspiel des Jahres
- Klaus-Jürgen Wrede (* 1963): 1× Spiel des Jahres, 1× Deutscher Spiele Preis, Begründer der Carcassonne-Reihe

Für eine Liste von relevanten Spieleautoren siehe auch Kategorie:Spieleautor.